# Rochers de Freÿr
Pour les articles homonymes, voir Freyr (homonymie) et Freÿr (homonymie).

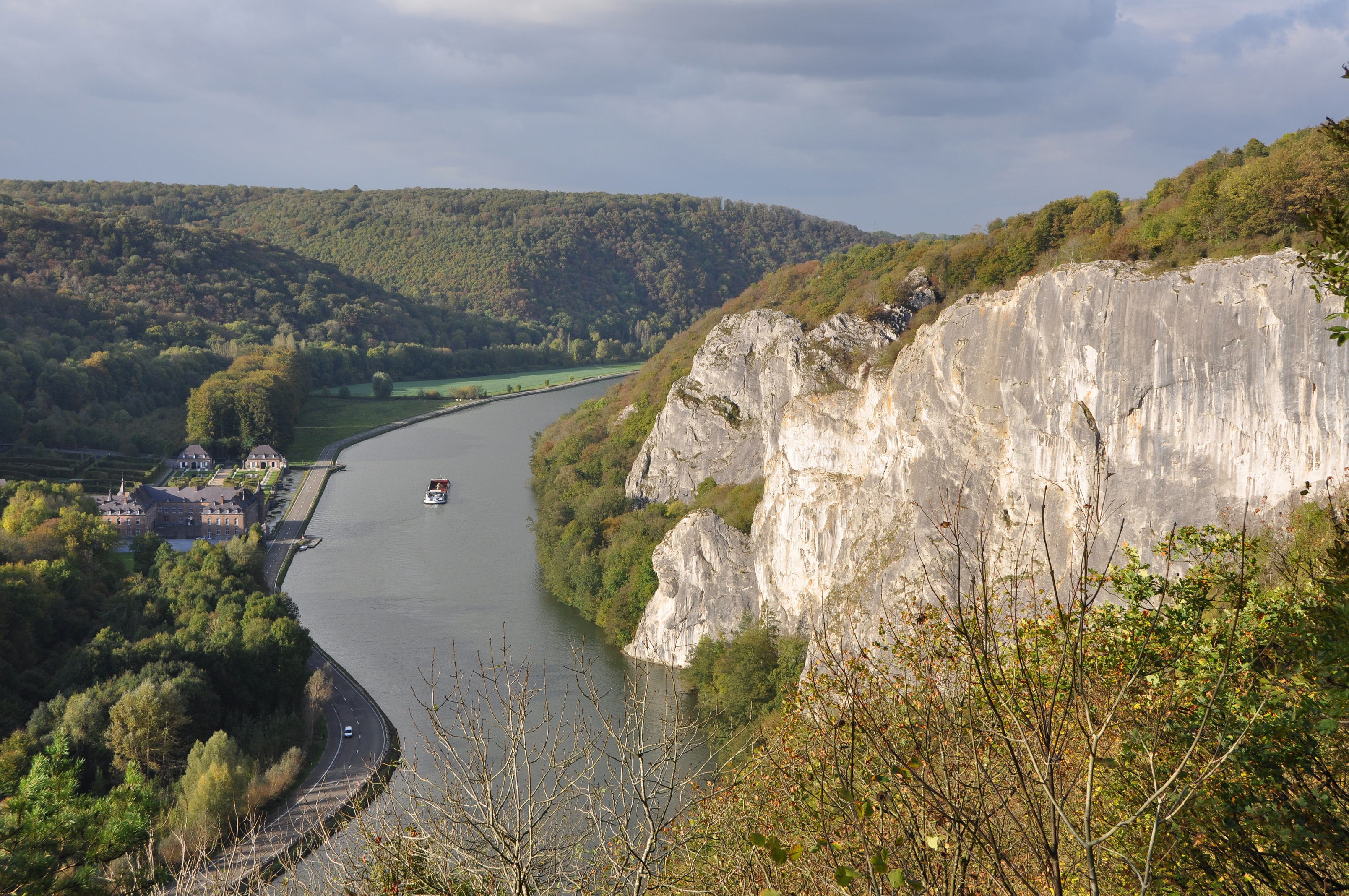
Les Rochers de Freÿr (avec le château de Freÿr sur l'autre rive de la Meuse).

Les Rochers de Freÿr forment le massif rocheux le plus haut de Belgique. Il se situe sur la rive droite de la Meuse, entre Waulsort et Anseremme dans la province de Namur. Ses parois de déclivité et aspérité variées en font un site d'escalade privilégié en Belgique. Le site est inscrit au Patrimoine majeur de Wallonie.

## Situation et accès
- La route Namur-Dinant. Direction Beauraing via la N95 sur environ 6 km jusqu'au plateau de Freÿr;
- GR 126 (Bruxelles-Semois);
- IGN : 53/ 7-8.

Le Château de Freÿr se situe sur la rive gauche de l'autre côté de la Meuse.

## Description

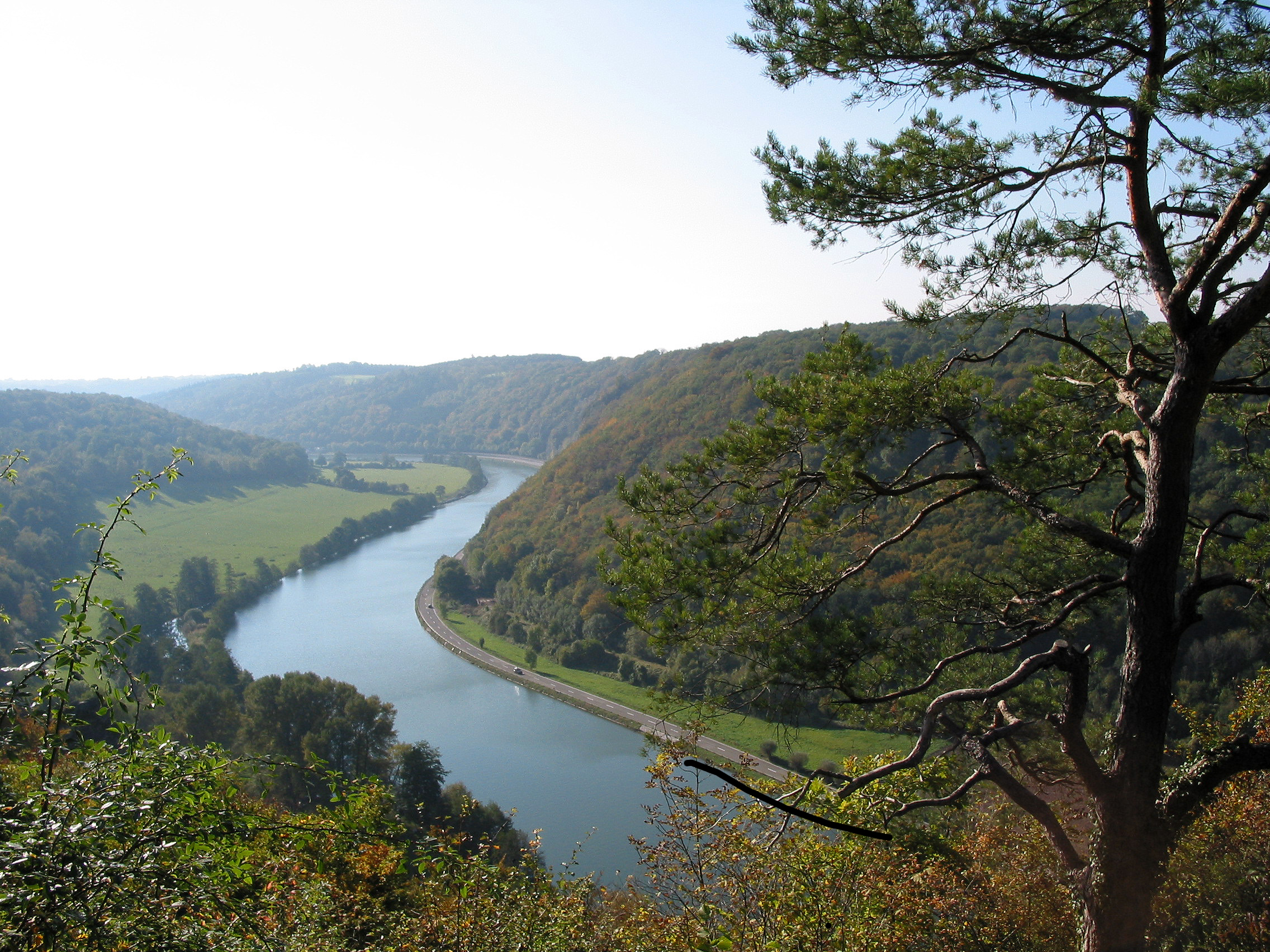
Panorama en amont des rochers de Freÿr.

Le massif est composé de 7 rochers principaux (d'aval vers l'amont) : le Mérinos, les 5 Anes, la Tête du Lion, le Pape, l'Al'Lègne, le Louis-Philippe et la Jeunesse, et de 9 rochers secondaires : la Carrière, l'Ecole, la Fissure Georget, les Pucelles, les Autours, le Point de Vue, le Fromage, le Groseillier, et le Colébi.
À Freyr, la grande variété des styles d'escalade est liée à la constitution géologique de ses différents massifs rocheux. 
1.Les massifs de La Jeunesse et du Louis-Philippe appartiennent aux « récifs waulsortiens » et de ce fait sont massifs, c'est-à-dire sans stratification. Contrairement aux autres rochers de Freyr qui sont formés de calcaire, ils sont constitués de dolomie, roche plus résistantes à l'érosion et sont donc souvent en relief dans le paysage, tel le rocher de la Jeunesse, bien individualisé et formant une crête avec une arête en dents de scie et un versant sud vertical. Le processus de dolomitisation des calcaires, qui s'est opéré longtemps après le dépôt, se fait avec une diminution du volume de 10-15%, en conséquence la roche comporte une multitude de trous millimétriques à centimétriques. Sa couleur plus brun-clair est aussi caractéristique. Les voies sont fort verticales, voire surplombantes, sur un rocher à trous bien adhérent. La situation est assez semblable dans le rocher du Louis-Philippe qui est encore plus surplombant. Ce sont des escalades souvent engagées, à la fois délicates et athlétiques.
2.	Le massif de l'Al Lègne, certainement le plus vaste et au dénivelé le plus important de Freyr (proche de 120 m), est formé de calcaire bleuté stratifié verticalement. De ce fait, on grimpe dans toute sa face sud sur des dalles étagées qui sont les surfaces des bancs redressés à la verticale. Dans sa face ouest, plus étroite, on distingue bien les bancs d'allure verticale vu que la face est perpendiculaire aux strates d'épaisseur métrique. La majorité des voies de la face sud est en « gratonnage » dans des dalles plus ou moins lisses. Des surplombs permettent le passage d'une dalle à une autre, en fait d'un banc à un autre, ou de les éviter par des dièdres. Dans la face ouest, le rocher est de moins bonne qualité et la verticalité donne de longues et belles voies aériennes.
3.	Les deux massifs du Pape et de la Tête de Lion se trouvent au cœur d'un « récif waulsortien », c'est-à-dire une importante masse calcaire construite par des organismes récifaux (bryozoaires, éponges, algues...) et surtout par de la boue calcaire d'origine microbienne. Ils formaient sur le fond de la mer des monticules en relief d’une centaine de mètres de haut et d'une largeur kilométrique. Le rocher de la vaste face sud du Pape est, de ce fait, très massif, sans stratification, et souvent parcouru par de fines fissures et vides occupés par de la calcite blanche ou rosée.  En effet, l'énorme masse de ces « récifs » n'a pas pu être plissée comme les autres formations stratifiées voisines et a été localement broyée avec formation concomitante de vides et fissures. En conséquence, les voies du Pape sont très verticales, sur un rocher très raide et comme sculpté. mais à écailles d'une solidité moins éprouvée. 
Le rocher de la Tête de Lion forme un relief avec 3 faces et une arête, dont le calcaire est plus homogène et compact. Il comporte des voies en dalles et surplombs fines et athlétiques. 
4.	Le massif stratifié verticalement des 5-Ânes est formé de calcaire gris-blanc en bancs décimétriques à métriques bien visibles et redressés presque à la verticale. 
Il présente 4 faces: 
- une face Meuse, qui aligne une série de fissures et dièdres rectilignes et parallèles ;
- une face sud avec des bancs et dièdres verticaux suivis à droite d'une large dalle à grattons où s'observe une structure d'érosion en « V » ;
- une face Meuse formée d'une série de dièdres constituée par des bancs successifs verticaux ;
- une large face sud essentiellement en dalles vu qu'elle est parallèle à la stratification. Les voies sont toutes très verticales. Les voies sont techniques et athlétiques. Pour cette raison, les cotations descendent rarement en dessous du degré 6 (extrêmement difficile) de l'échelle de cotation en escalade.

5.	L'autre massif stratifié verticalement du Mérinos où la stratification ne se voit que côté Meuse comporte plusieurs faces: 
- une face nord surplombante qui abrite les voies parmi les plus dures de Freyr ;
- une face Meuse peu redressée où se trouvent beaucoup de voies anciennes ;
- une large face sud parcourue par de nombreuses voies surtout en dalles. Les voies sont tantôt raides, tantôt entrecoupées de rampes herbeuses avec de belles traversées.

6.	Le Synclinal de Freyr, situé tout au nord du domaine de Freyr dans une ancienne carrière, est constitué de calcaire en bancs métriques qui dessinent des courbes régulières. On y grimpe surtout sur le sommet des bancs qui constituait, au moment du dépôt, le fond de la mer. Les voies sont essentiellement en dalles et de niveau abordable. 
Le site est géré par le Club alpin belge. En-haut des rochers de Freÿr, on trouve un point de vue sur les rochers et la vallée de la Meuse, un bivouac destiné aux grimpeurs du Club alpin belge et de clubs partenaires, le refuge Duchesne géré par le Club alpin belge. Le Club alpin belge, locataire et gestionnaire des rochers de Freÿr a pris un certain nombre de mesures pour restreindre les nuisances au niveau des rochers, pour en limiter ou en interdire l'accès, pour le balisage et l'entretien des sentiers ou pour le renforcement des berges de la Meuse. 

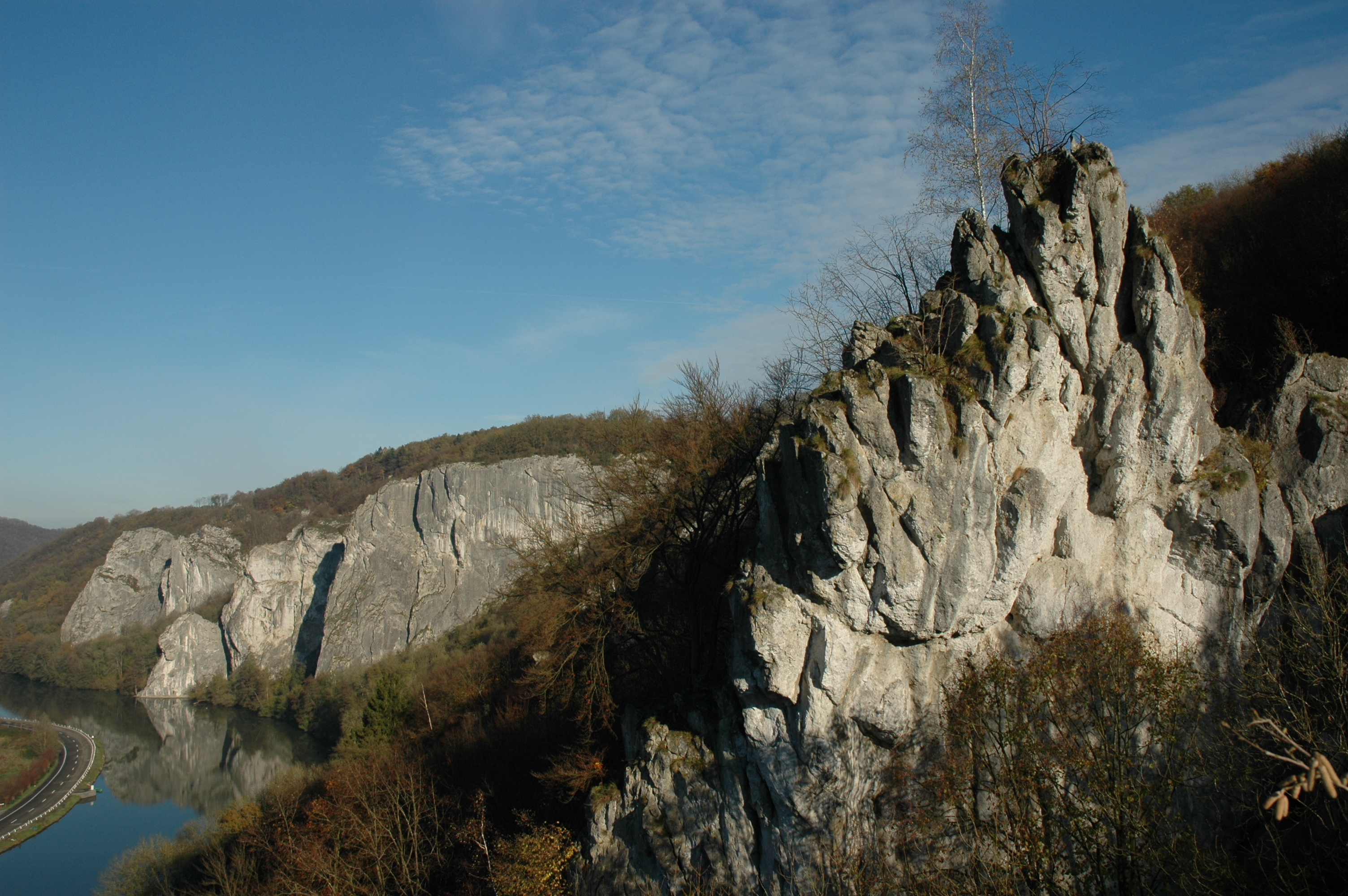
Le rocher du Louis-Philippe et l'alignement des falaises de Freÿr.

## L'escalade à Freÿr

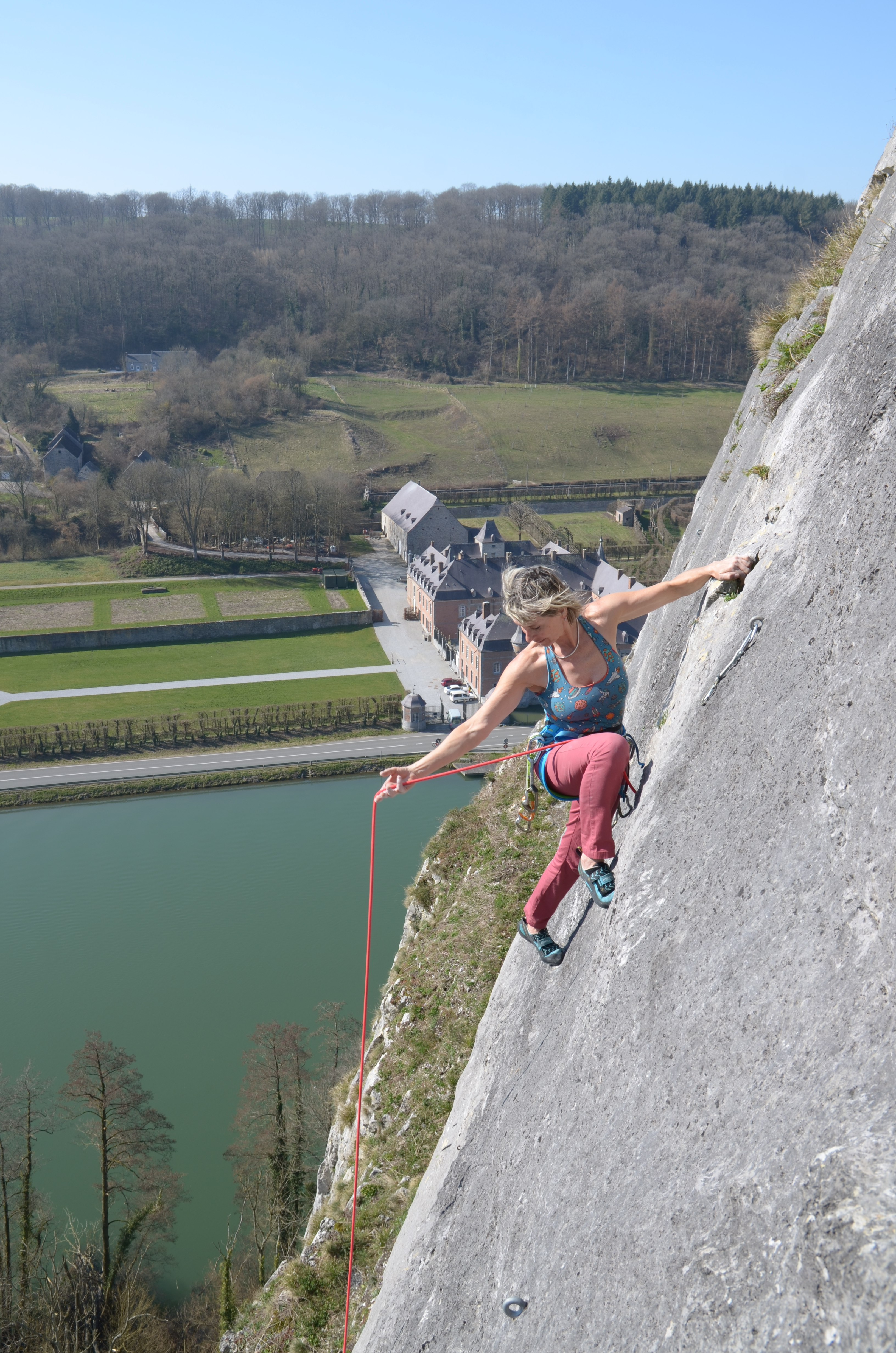
Sur le rocher du Mérinos.

La première voie d'escalade ouverte à Freÿr est l’œuvre de Xavier de Grunne qui en juin 1930 ouvre à l'intersection de la Tête de Lion et du Pape la fissure-cheminée qui porte son nom. Aujourd'hui, il est pratiquement impossible de gravir cet itinéraire tant la roche est patinée. Depuis cette époque héroïque, les grimpeuses et les grimpeurs ont ouvert plusieurs centaines de voies de toutes difficultés. Les ouvreurs les plus prolifiques sur les falaises de Freÿr sont Pierre Masschelein, Philippe Lacroix, Marc Bott, Arnould t'Kint et Claudio Barbier.
L'ensemble est parcouru de voies offrant une diversité d'escalade et une multitude de styles sur des voies jusqu'à cinq longueurs de corde. 
Caractéristiques des voies d'escalade:
- 700 voies allant du 2 au 8c+.
- hauteur des voies de 15 m à 120 m, selon les massifs.
- nombreuses voies de 3, 4 ou 5 longueurs.
- équipement : broches scellées dans la plupart des voies.